# Karlheinz Förster
Karlheinz Förster (født 25. juli 1958 i Mosbach, Vesttyskland) er en tysk tidligere fodboldspiller, der som forsvarsspiller på Tysklands landshold var med til at blive europamester ved EM i 1980, samt nr. 2 ved både VM i 1982 og VM i 1986. På klubplan spillede han for først VfB Stuttgart og siden franske Olympique Marseille.
Förster blev i 1982 kåret til Fußballer des Jahres.[kilde mangler]

## Titler
Bundesligaen
- 1984 med VfB Stuttgart

Ligue 1
- 1989 og 1990 med Olympique Marseille

Coupe de France
- 1989 med Olympique Marseille